# Hu Zhaojun
Hu Zhaojun (胡兆军S, Hú ZhàojūnP; Dalian, 3 gennaio 1981) è un calciatore cinese, centrocampista del Dalian Transcendence.